# Trenčianska Teplá
Trenčianska Teplá is een Slowaakse gemeente in de regio Trenčín, en maakt deel uit van het district Trenčín.
Trenčianska Teplá telt 4.046 inwoners.